# De man van Thermopylae
De man van Thermopylae is een hoorspel naar het toneelstuk The Man from Thermopylae van Ada F. Kay. De BBC zond het uit op 28 januari 1973, maar het was reeds op 7 november 1957 op de Westdeutscher Rundfunk te horen onder de titel Der Mann von den Thermopylen. Jo Terlouw vertaalde het en de VARA zond het uit op woensdag 23 december 1959 (met een herhaling op woensdag 21 september 1960). De regisseur was S. de Vries jr.. De uitzending duurde 97 minuten.

## Rolbezetting
- Frans Somers (de soldaat Pantites)
- Ko Arnoldi (de oude man Geron)
- Mien van Kerckhoven-Kling (Melissa, de moeder van Pantites)
- Fé Sciarone (zijn vrouw Helena)
- Els Buitendijk (zijn zuster Penthesilea)
- Jan van Ees (zijn oom Hippias)
- Louis de Bree (zijn vader Jolaos)
- Jan Borkus (Frixos)
- Wiesje Bouwmeester (Orlea)
- Donald de Marcas (de schildwacht)
- Tonny Foletta (de koopman Koryander)
- Paul van der Lek (de circusdirecteur Philander)
- Nel Snel (de herbergierster)
- Irene Poorter (haar dienstmeisje)
- Johan Wolder (Hermes)
- Ingrid van Benthem (een straatjongen)

## Inhoud
Een hoorspel over de tragiek van de mens: Pantites, lid van de troepen van koning Leonidas, is als enige niet gevallen in de slag bij de pas van Thermopylae (480 v.Chr.). De slag die een Perziër hem toebracht, maakte hem slechts één nacht bewusteloos. Hij keert naar Sparta terug, waar zijn verwanten hem uitstoten: ze hadden hem als held vereerd, maar sedert de nederlaag is hij voor hen een gewone mens. Wil hij voor Griekenland nog iets betekenen, dan moet hij voor zelfmoord kiezen. Pantites kiest voor het leven, voor de eenzaamheid en de dagelijkse beproeving…